# Преступность в Миннесоте

Уровень преступности в США по штатам. Миннесота отмечена сокращением MN.

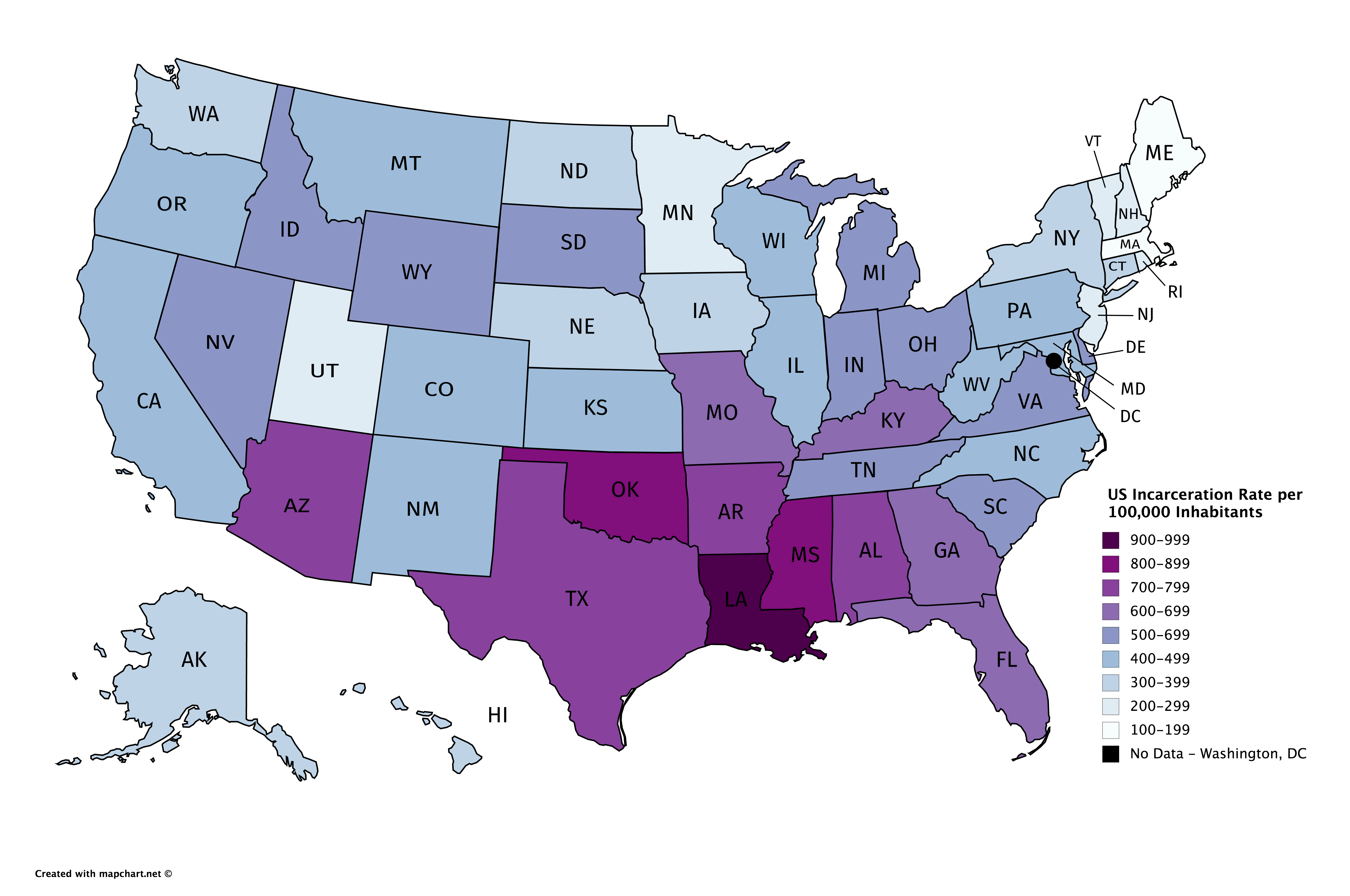
Количество заключенных на душу населения по штатам США.

Преступность в Миннесоте складывается из правонарушений, совершённых на территории этого штата.
Миннесота имеет самый низкий уровень насильственных преступлений среди всех штатов на Среднем Западе.
В 2019 году уровень преступности в Миннесоте составил 2315 преступлений на 100 000 человек, что ниже среднего по США уровня 2489 преступлений на 100 000 человек. Подавляющее большинство (90 %) составляют имущественные преступления — воровство, кражи со взломом, угоны (90 %). Оставшиеся 10 % приходятся на насильственные преступления: нападения при отягчающих обстоятельствах, грабежи, изнасилования, убийства. Уровень имущественных преступлений в Миннесоте сравним со среднеамериканским, а по всем насильственным преступлениям намного ниже. Тренды уровня преступности совпадают с общеамериканскими, показывая снижение с 1980-х годов. С 1960 года в Миннесоте почти всегда был более низкий уровень преступности, чем в большинстве штатов.
Одной из основных проблем Миннесоты является предвзятость полиции к чернокожим, самым громким случаем которой явилось убийство Джорджа Флойда.
По числу заключенных на душу населения Миннесота с результатом 280 заключенных на 100 000 человек занимает 5 место по США (чем выше место, тем ниже этот уровень).
Правонарушения в Миннесоте подразделяются на 4 уровня:
- Мелкий проступок (Petty Misdemeanor). Пример: большинство нарушений ПДД. Наказывается штрафом до $300.
- Проступок (Misdemeanor). Примеры: вождение без прав, вождение в нетрезвом состоянии (первый раз), драка, кража на сумму менее $500. Наказывается штрафом до $1000 или заключением на срок 90 дней.
- Грубый проступок (Gross Misdemeanor). Примеры: вождение в нетрезвом состоянии (второй раз за 10 лет), второе за 10 лет нападение на ту же жертву, кража имущества на сумму от $500 до $1000. Наказывается штрафом до $3000 или заключением на срок 1 год.
- Уголовное преступление (Felony). Примеры: кража имущества на сумму более $1000, большинство преступлений на сексуальной почве, умышленное убийство. Наказывается лишением свободы на срок от 1 года (366 дней) до пожизненного заключения.

С 2010 года частные тюрьмы в Миннесоте отсутствуют. Смертная казнь в Миннесоте не применяется.
В Миннесоте существуют программы по предотвращению преступности. Такие инициативы, как программы соседского дозора, образовательные кампании и программы лечения наркомании, направлены на сокращение как насильственных, так и ненасильственных преступлений.